# Романовская, Анна Дмитриевна
Анна Дмитриевна Романовская (род. 4 июля 1990, Ярославль), более известна под сценическими псевдонимами Romanovskaya (стилизуется как ROMANOVSKAYA), ANNA (также стилизуется как 4NN4) и Anna Rome — российская певица, музыкант и автор песен. C 2023 года телеведущая на канале ТНТ Music. В прошлом педагог по вокалу в ярославском филиале Академии Игоря Крутого (2015—2017) и бывшая солистка группы Cream Soda (2016—2021).

## Биография

### Детство и юность
Анна родилась 4 июля 1990 года в Ярославле в семье предпринимателя в сфере химического производства Дмитрия и ведущей программы ВГТРК «Ярославия», радио России-Ярославль, редактора Елены Романовской. В Ярославле прошли детство и юность начинающей артистки.
Когда Анне было два года, её родители развелись. С ранних лет воспитанием ребёнка занималась только мать. Долгое время Анна не общалась со своими отцом, у которого появилась другая семья. В дальнейшем отцу удалось наладить отношения c дочерью, Анна простила отца.
С ранних лет Анна стала проявлять творческие способности, а первым увлечением Анны стало занятие бальными танцами. Чуть позднее школьная учительница по музыке обратила внимание на талант маленькой девочки и посоветовала Елене обратится с дочерью в вокальную студию.
Первые творческие шаги Анна Романовская начала делать в 2000 году в составе музыкального театра «Виктория», где принимала участие как певица в концертах разных групп, среди которых «Аракс», «Добры молодцы». Также Анна участвовала в фестивале «Наследники Победы» (на Камчатке) и принимала участие в мероприятиях Дома русско-французской дружбы «Ярославль — Пуатье» в Ярославле, где исполняла песни на французском языке.
C 16 лет Анна стала зарабатывать деньги вокалом, исполняя каверы на песни отечественных и иностранных артистов, превратив любимое занятие в свою профессию. В последующем Анна стала сочинять собственные тексты песен на русском и английском языках.

### Образование
Анна окончила среднюю школу № 42 им. Н. П. Гусева с углубленным изучением французского языка в Ярославле, после чего поступила в Ярославский государственный педагогический университет им. К. Д. Ушинского на факультет иностранных языков.
У Анны два высших образования — педагог по иностранным языкам и магистр музыкальной терапии.

### Карьера

#### 2009—2016: Anny R, Anna Rome
В 2009 году во время работы в ярославском ресторане «Бристоль» Анна познакомилась с Михаилом Украсиным (Mischa) — музыкантом, диджеем и промоутером из Ярославля. Услышав как поет Анна, Михаил предложил вместе поработать и записать несколько вокальных партий для треков в жанре прогрессив-хаус.
Первым результатом совместного творчества стал трек «Without Walls», выпущенный в феврале 2011 года, в котором Анна выступила под псевдонимом Anny R. В последующем Анна и Михаил выпустили работы под названиями «Pianist», «No Time to Wait», «Showland», «Rapture», «Almost Gone» и другие. Отныне Анна выступала под псевдонимом Anna Rome. К тому времени Анна и Михаил активно гастролировали по разным регионам страны, выступая в ночных клубах и были гостями на местных радиостанциях.
Позднее в тот год Михаил знакомит Романовскую с Димой Нова, а тот в свою очередь с Ильей Гадаевым. В тот период ребята экспериментировали с музыкальными жанрами и позже предложили Анне также записать несколько вокальных партий для нового коллектива, получившего название Cream Soda.
Весной 2013 года Anna Rome и Mischa выпустили макси-сингл «Showland», который включал ремикс от Cream Soda. 27 августа 2014 года Михаил и Анна стали гостями утреннего шоу «Доброе утро» на местном ярославском телевидении. Последняя совместная работа Mischa и Anna Rome была написана за полчаса и получила название «Winds», релиз которой состоялся 20 октября 2014 года.

#### 2016—2021: Cream Soda
Спустя некоторое время после знакомства с участниками Cream Soda, Анна записала для коллектива несколько демозаписей, которые в конечном итоге не увидели свет.

«Знаменательно, что во время записи одного из первых треков мы просто привели Аню на студию и попросили произнести наш джингл. В итоге получилось — „This is Cream Soda, Baby!“. Но сначала, я помню, Аня очень стеснялась: не знала, что сказать. Но потом она так разошлась, что мы записали отрезков 20, где она импровизирует».— вспоминает Дима Нова.
На дебютном альбоме Cream Soda «Пожар» (2016), куда вошли треки «Intro», «Fall in Love», «Heartbeats», «Dievo», а также «Morning Kingdom» (совместно с Mana Island), Анна сохранила свой псевдоним. Особого ажиотажа релиз у слушателей не вызвал, также как и первый видеоклип группы на песню «Volga», выпущенный в 2017 году.
В начале 2018 года на лейбле Ивана Дорна «Masterskaya» вышел второй альбом группы под названием «Красиво». Группа начинает активно гастролировать по стране. В 2018 году Анна переезжает в Москву.
В конце года группа выпустила видеоклип на композицию «Уйди, но останься», главные роли в котором исполнили Анна Романовская и Александр Гудков. Видеоклип набрал более 1 млн просмотров на YouTube и попал в ротацию телеканала MTV. Со слов участников группы, это был «первый ощутимый успех».

После заключения контракта с лейблом Warner Music, летом 2019 года коллектив выпускает альбом «Комета», включая видеоклип на трек «Никаких больше вечеринок», ставший «визитной карточкой» коллектива. Запланированный на весну 2020 года гастрольный тур в поддержку новой пластинки группы был перенесен из-за пандемии Covid-19.
Весной 2020 года группа записывает собственную версию композиции группы Хлеб «Плачу на техно», а также выпускает видеоклип, ставший «вирусным» в сети Интернет. В тот период группа активно принимает участие в музыкальных онлайн-концертах, а период самоизоляции Романовская вместе с остальными участниками группы провели в селе Диево-Городище Ярославской области, где одновременно работали над новым студийным альбомом, в итоге получившим название «Интергалактик». Релиз альбома состоялся в конце июля 2020 года. В поддержку релиза вышли видеоклипы «Сердце лёд» (2020) и «Атомы» (2021). В 2022 году Анна назвала этот альбом в числе «любимых».
В начале 2021 года в связи со снятием антиковидных ограничений в некоторых регионах России группа возвращается к гастрольной деятельности. Весной группа выпускает сингл «Меланхолия», навеянный воспоминанием о поездке в Санкт-Петербург в 2018 году. В тот же период Анна вошла в список Forbes «30 до 30» в категории музыка, где одержала победу.
В начале лета 2021 года в ходе внутреннего конфликта в коллективе Анна вынуждена покинуть Cream Soda. Однако певица продолжает гастрольную деятельность в составе группы до конца года. За последние полгода в составе группы Анна приняла участие в съемках видеоклипов «Розовый фламинго» (совместно с Алёной Свиридовой), «Подожгу» и «Радуга». Последний совместный концерт Анны Романовской в составе группы Cream Soda состоялся 31 декабря 2021 года.
В июне 2022 года в интервью шоу «Саундчек» (ТНТ Music) причиной ухода из группы Анна назвала «разные творческие взгляды».

#### 2022—2024: 4NN4, ANNA
«Анна — это первое, что пришло мне в голову, когда я об этом задумалась. Потом меня отговаривали, говорили, что это слишком заурядно. А я посчитала, что все гениальное просто, ведь никто не назвался Анной до меня, и что в этом вопросе я ни к кому прислушиваться не буду. Это мое имя, оно мне больше всего подходит. А 4 — важное в моей жизни число».— Анна Романовская.
В начале февраля 2022 года в своих социальных сетях Анна Романовская официально объявила о начале сольной карьеры.
10 и 21 февраля 2022 вышли два коротких видеотрейлеры из серии, получившей название «трилогия 4NN4». Третий трейлер, выпущенный 19 апреля 2022 года, расскрыл дату премьеры дебютного сингла певицы. Им стала песня о «расставании с призраками прошлого и начале нового пути», получившая название «Может быть». Релиз песни состоялся 22 апреля 2022 года.
20 мая 2022 вышел второй сольный сингл «Антилюбовь». Припев песни использовался в рекламе сервиса «ВК клипы», а 29 июня 2022 вышел видеоклип на данный трек.
Сингл «Пока» певица презентовала на вечеринке в честь своего дня рождения. 8 июля 2022 вышел макси-сингл «Пока», который включал два ранее выпущенных сольных трека. Дебютное сольное выступление 4NN4 состоялось на сцене VK Fest 2022 в Москве и Санкт-Петербурге, где певица впервые исполнила новый трек «Свобода».
16 сентября 2022 года Анна презентует свой дебютный мини-альбом «Читается как АННА», в который также вошел трек «Нария» — первый по хронологии трек, записанный после ухода из группы Cream Soda. Презентация нового релиза прошла в московском клубе «Техника безопасности» и петербургском «Union» в октябре 2022 года. Альбом вошёл в число лучших за 2022 год по версии редакции «Яндекс. Музыки».
Неожиданностью стал релиз сингла «Улетай», записанный с группой Cream Soda. Ранее коллектив совместно исполнял данный трек на своих концертах. Позднее было подтверждено, что это заключительная совместная работа Cream Soda и Романовской, выпущенная официально.
В конце года Романовская отправляется в Дагестан, где проходят съёмки видеоклипа на песню «Свобода». В декабре состоялся официальный релиз трека и премьера видеоклипа, а уже через месяц певица выпускает новый танцевальный трек, получивший название «Пули-пистолеты».
9 марта 2023 года Анна сняла промо-ролик в релизу нового трека «Фарфор», премьера которого была запланирована на 24 марта 2023 года. В ночь с 18 на 19 марта Анна в срочном порядке собирает творческую команду c целью «доснять» некоторые сцены и представить полноценный видеоклип на новую песню. «Недостающим кадром» стала сцена с тонущей в воде певицей. Съемки клипа прошли 19 марта. На утро Анна узнает о гибели бывшего коллеги по группе Cream Soda Дмитрия Свиргунова и его друзей, — компания провалилась под лёд и утонула в Волге.
В связи с произошедшим релиз трека «Фарфор» был отсрочен на месяц. В память о Диме Нова 14 апреля 2023 года Анна выпустила трек «Ода».
30 июня вышла первая совместная работа сольного проекта певицы, — трек «Нас двое», записанный совместно с Эрика Лундмоен. В сентябре 2023 года выходит сингл «Я окей», а также видеоклип на данный трек. 29 сентября состоялась премьера песни «Пленная заря», ставшая саундтреком к к/ф «Лада Голд».
В декабре певица выпустила трек «ПДД», а также видеоклип к нему. Позже в социальных сетях Романовская сообщила, что «устала выпускать коммерческую танцевальную музыку» и изъявила желание в ближайшем будущем поменять жанровый формат в творчестве.
13 января 2024 года в первом выпуске второго сезона шоу «Конфетка» на канале ТНТ Анна Романовская вместе с Ваней Дмитриенко исполнили трек Динара Шакирзянова (EclipsS) «Береги любовь». По итогам голосования зрителей и жюри автор песни стал победителем выпуска.
26 января состоялась премьера трека «Роза ветров» в жанре поп-рок. 16 февраля 2024 года на новом альбоме Антохи МС вышла совместная работа, получившая название «Хрупкие сердца».
В марте накануне премьеры нового сингла, Анна стала гостем шоу «ТНТ Music Live!», в рамках которого певица исполнила трек «Самолёт», а также сообщила о желании записать совместную песню с Тосей Чайкиной, намекнула о предстоящей совместной работе с Антохой МС над неназванным проектом и поделилась планами выпустить новый мини-альбом в конце весны текущего года.
22 марта состоялась премьера второго сингла «Самолёт» с грядущего мини-альбома певицы.
В апреле ANNA приняла участие в специальном проекте, приуроченном ко Дню бухгалтера, записав кавер-версию песни группы Комбинация — «Бухгалтер». Продюсером трека выступил Антоха Мс. Съемки художественного видеоклипа состоялись в апреле в Екатеринбурге. Премьера проекта состоялась на YouTube-канале «Журнал Главбух».
3 мая 2024 года состоялась премьера второго мини-альбома певицы, получившего название «Роза ветров». Помимо ранее выпущенных синглов «Роза ветров» и «Самолёт», в альбом вошли ещё три новых трека. Каждое из произведений, включенных в альбом, символизирует определённую стадию в личных отношениях и олицетворяют одно из природных стихий — Воду, Воздух, Землю или Огонь. Идея четырёх стихий также нашла отражение в обложке нового релиза.
«Это добротный инди-поп или даже поп-рок радио-формата, записанный с живым составом. Вполне неплохо», – написал портал Родной звук в Telegram о новом альбоме «Роза ветров». Звук Медиа назвали релиз «искренней записью исполнительницы, которая ищет себя»: 

Кажется, такая пластинка больше бы подошла условной Полине Гагариной, но не певице с таким интересным бэкграундом, как у Романовской. Главным козырем и еще одним инструментом здесь становится ее глубокий и одновременно нежный вокал, который, однако, теряет большой процент своей силы на фоне безликости аранжировок.— редактор Лиза Журавлёва (Звук Медиа).

#### 2024 – по. наст. время: ROMANOVSKAYA
В ноябре 2024 года в социальных сетях объявила о переименовании сольного проекта в «ROMANOVSKAYA». 6 декабря 2024 года певица представила мини-альбом «Нагая».

## Дискография
Мини-альбомы
| Название            | Информация                                                                          |
| ------------------- | ----------------------------------------------------------------------------------- |
| «Читается как АННА» | - Релиз: 16 сентября, 2022 - Лейбл: - - Формат: цифровая дистрибуция                |
| «Роза ветров»       | - Релиз: 3 мая, 2024 - Лейбл: Illuminati Media Group - Формат: цифровая дистрибуция |
| «Нагая»             | - Релиз: 6 декабря, 2024 - Лейбл: - - Формат: цифровая дистрибуция                  |

## Синглография
Как главный исполнитель
| Год  | Название                                     | Дата релиза      | Альбом                     |
| ---- | -------------------------------------------- | ---------------- | -------------------------- |
| 2022 | «Может быть»                                 | 22 апреля 2022   | «Читается как АННА» (2022) |
| 2022 | «Антилюбовь»                                 | 20 мая 2022      | «Читается как АННА» (2022) |
| 2022 | «Пока»                                       | 8 июля 2022      | «Читается как АННА» (2022) |
| 2022 | «Свобода»                                    | 9 декабря 2022   | Неальбомный сингл          |
| 2023 | «Пули-пистолеты»                             | 27 января 2023   | Неальбомный сингл          |
| 2023 | «Ода»                                        | 14 апреля 2023   | Неальбомный сингл          |
| 2023 | «Фарфор»                                     | 28 апреля 2023   | Неальбомный сингл          |
| 2023 | «Нас двое» (совместно с Эрика Лундмоен)      | 30 июня 2023     | Неальбомный сингл          |
| 2023 | «Я окей»                                     | 15 сентября 2023 | Неальбомный сингл          |
| 2023 | «Пленная заря» (саундтрек к к/ф «Лада Голд») | 29 сентября 2023 | Неальбомный сингл          |
| 2023 | «ПДД»                                        | 1 декабря 2023   | Неальбомный сингл          |
| 2024 | «Роза ветров»                                | 26 января 2024   | «Роза ветров» (2024)       |
| 2024 | «Самолёт»                                    | 22 марта 2024    | «Роза ветров» (2024)       |
| 2025 | «Незабудка»                                  | 28 марта 2025    | Неальбомный сингл          |
| 2025 | «Докажи»                                     | 20 июня 2025     | Неальбомный сингл          |

Совместные работы
| Год  | Название                            | Дата релиза     | Примечание                    |
| ---- | ----------------------------------- | --------------- | ----------------------------- |
| 2022 | «Улетай» (Cream Soda & 4NN4)        | 28 октября 2022 | цифровой сингл                |
| 2024 | «Хрупкие сердца» (Антоха МС & ANNA) | 16 февраля 2024 | «Шик Мола» (альбом Антоха МС) |

## Видеография
Самостоятельные работы
| Год  | Клип                                         | Режиссёр                      | Альбом                     |
| ---- | -------------------------------------------- | ----------------------------- | -------------------------- |
| 2022 | «Антилюбовь»                                 | Таша Алакоз                   | «Читается как АННА» (2022) |
| 2022 | «Свобода»                                    | Таша Алакоз, Анна Романовская | Неальбомный сингл          |
| 2023 | «Фарфор»                                     | Таша Алакоз, Анна Романовская | Неальбомный сингл          |
| 2023 | «Нас двое» (совместно с Эрика Лундмоен)      | нет данных                    | Неальбомный сингл          |
| 2023 | «Я окей»                                     | Родион Чистяков               | Неальбомный сингл          |
| 2023 | «Пленная заря» (саундтрек к к/ф «Лада Голд») | нет данных                    | Неальбомный сингл          |
| 2023 | «ПДД»                                        | Михаил Скворцов               | Неальбомный сингл          |

Промо-видео (lyric, mood и т. п.)
- «Нария» (2022)[76]
- «Бухгалтер» (2024)[51]

## Телевидение
С ноября 2023 года Анна Романовская — телеведущая шоу «Топ Чарт» на телеканале ТНТ Music.

## Премии и награды
- 2002—2006 — Российский детский вокальный конкурс «Жар-Птица» (г. Иваново) — лауреат;
- 2005 год — Международный фестиваль песни на французском языке «Fa Si La Chanter» (г. Москва) — 1 место;
- 2005 год — Областной фестиваль-конкурс исполнителей песни на английском, немецком и французском языках (г. Ярославль) — 1 место;
- 2006 год — Всероссийский фестиваль-конкурс духовно-патриотической песни «Живи, Мать-Россия!» (г. Ярославль) — 1 место;
- 2007 год — региональный конкурс-фестиваль юмора и эстрадного искусства «Москва-Ялта-Транзит» (г. Ярославль, г. Ялта) — лауреат II степени;
- 2012 год — XIII фестиваль юмора и эстрадного искусства «Москва-транзит-Москва» (г. Геленджик) — лауреат;
- 2012 год — конкурс молодых исполнителей «Мы все разные» (в рамках проекта «Россия ищет таланты») (г. Ярославль) — 1-е место.